# Кампофьорито
Кампофьорито (итал. Campofiorito) — коммуна в Италии, располагается в регионе Сицилия, в провинции Палермо.
Население составляет 1401 человек (2008 г.), плотность населения составляет 67 чел./км². Занимает площадь 21 км². Почтовый индекс — 90030. Телефонный код — 091.
Покровителем коммуны почитается святой Стефан, празднование 19 марта.

## Демография
Динамика населения:

## Города-побратимы
- Ачи-Катена, Италия
- Катенануова, Италия

## Администрация коммуны
- Официальный сайт: http://www.comune.campofiorito.pa.it/ Архивная копия от 1 декабря 2020 на Wayback Machine